# هینشی
هینشی (به لاتین: Hinche) یک شهر در هائیتی است که در شهرستان مرکزی واقع شده‌است.

## خصوصیات
هینشی ۱۰۲٬۷۴۵ نفر جمعیت دارد و ۲۲۸ متر بالاتر از سطح دریا واقع شده‌است.